# Узбуна
„Узбуна” је југословенски ТВ филм из 1983. године. Режирао га је Берислав Макаровић а сценарио су написали Берислав Макаровић и Миле Станковић.

## Улоге
| Глумац                 | Улога                            |
| ---------------------- | -------------------------------- |
| Јелисавета Сека Саблић | Славојка (као Јелисавета Саблић) |
| Реља Башић             |                                  |
| Драго Мештровић        |                                  |
| Инге Апелт             |                                  |
| Борис Фестини          |                                  |
| Круно Валентић         |                                  |
| Ђуро Утјешановић       |                                  |